# Pseudobagrus medianalis
Pseudobagrus medianalis är en fiskart som först beskrevs av Regan, 1904.  Pseudobagrus medianalis ingår i släktet Pseudobagrus, och familjen Bagridae. IUCN kategoriserar arten globalt som akut hotad. Inga underarter finns listade.
Arten är endemisk i sydvästra Kina och förekommer särskilt i Diansjön i Yunnan och i trakten kring Jiujiang vid Yangtze-floden.